# 上田秋成
上田 秋成（うえだ あきなり、享保19年6月25日（1734年7月25日） - 文化6年6月27日（1809年8月8日））は、江戸時代後期の読本作者、歌人、茶人、国学者、俳人。本名上田東作。別号は無腸・余斎・漁焉・鶉居など、戯号は和訳太郎・剪枝畸人・洛外半狂人など。怪異小説『雨月物語』の作者として特に知られる。

## 生涯
享保19年（1734年）大坂曾根崎に、松尾ヲサキの私生児として生まれた。かつて小堀正報を父とする説があったが、ほぼ否定されており、父については確かでない。
元文2年（1737年、堂島永来町（現、大阪市北区堂島1丁目）の紙油商嶋屋・上田茂助の養子となり、仙次郎と呼ばれた。翌年、疱瘡を病む。養父茂助は、加島村（現、大阪市淀川区加島）の加島稲荷（現、香具波志神社）に仙次郎の本復を祈願し、68歳までの存命を告げられ、以後、秋成も同社への参詣を怠らなかった。仙太郎の病気は快癒したが、手の指が不自由になった。この年、茂助は妻を失い、翌年に再婚。仙次郎はその第2の養母のもとで育った。幼少期は懐徳堂に学んだと推測される。
宝暦元年（1751年）遊蕩を覚え、この頃から俳諧に遊ぶ。他にも戯作を耽読し、和漢の古典を探るなど、基礎を養った。感化を受けた師友には高井几圭、小島重家、富士谷成章、勝部青魚らがあった。
宝暦10年（1760年）、京都生まれの植山たまと結婚した。子はできなかった。翌年茂助が没し、嶋屋を継いだ。明和元年（1764年）、大阪で朝鮮通信使一行との筆談に参加した。漢学にも通じていた。
明和3年（1766年）、浮世草子『諸道聴耳世間猿』（しょどうきゝみゝせけんざる）上梓。明和4年（1767年）、「和氏譯太郎」の名で世を忍び、『世間妾形気』（せけんてかけかたぎ）上梓。この頃、天満の儒医都賀庭鐘に白話小説を教えられた。明和5年（1768年）『雨月物語』初稿が成立する。同年、実母が死去。
明和8年（1771年）、嶋屋が火災で破産し、加島稲荷の神職方に寄寓して、友人・木村蒹葭堂らに助けられながら、医を学んだ。師は都賀庭鐘であったという。同年、賀茂真淵一門の国学者・加藤宇万伎に師事した。安永2年（1773年）、加島村で医者を始めた。通称に「東作」、名に「秋成」を用いた。この頃から与謝蕪村、高井几董（高井几圭の子）らと付き合った。
安永5年（1776年）、大坂尼崎（現在の大阪市中央区高麗橋付近）で医師として開業。『雨月物語』上梓。このころから国学研究に熱中し、安永8年（1779年）『源氏物語』の注釈書『ぬば玉の巻』などを執筆する。安永9年（1780年）、淡路町切丁（現在の大阪市中央区淡路町1丁目）に求めた家を改築し、翌年より住まった。この頃、細合半斎、江田世恭らと交わった。
天明4年（1784年）に考証「漢委奴国王金印考」を発表。天明5年（1785年）に『万葉集』研究「歌聖伝」を発表し、賀茂真淵述『古今和歌集打聴（うちぎぎ）』を校訂。天明6年（1786年）、思想・古代音韻・仮名遣いなどで、本居宣長と論争した（いわゆる日の神論争。次項を参照）。
天明7年（1787年）、大坂北郊淡路庄村（現在の阪急電鉄淡路駅付近）に隠退した。戯作『書初機嫌海』（かきぞめきげんかい）、俳文法書『也哉鈔』（やかなしょう）を上梓。
寛政元年（1789年）、姑と養母を淡路庄村でみとった。寛政2年（1790年）、左眼を失明。妻が剃髪して瑚璉尼を称した。寛政3年（1791年）に随筆集『癇癖談』（くせものがたり）執筆、真淵の『あがた居の歌集』と宇万伎の『しず屋の歌集』を校訂・上梓。寛政4年（1792年）、評論集『安々言』（やすみごと）を執筆。
寛政5年（1793年）、京の袋町（現在の京都市東山区袋町）に移った。真淵述『伊勢物語古意』を校訂上梓。その後、南禅寺山内（左京区）、東洞院四条（下京区）、衣棚丸太町（上京区）、袋町と転々しながら、寛政6年（1794年）に煎茶道書『清風瑣言』、同9年（1797年）に仮名遣い研究書『霊語通』を上梓。この年、妻に先立たれた。校訂は生活の資であった。
寛政10年（1798年）、右目も失明するが、大阪の鍼医、谷川良順の治療によりやや回復した。以降しばしば治療に通った。帰京後、門人の伏見稲荷の祠官・羽倉信美の丸太町（上京区寺町通広小路）の邸内に移り住んだ。寛政11年（1799年）、『落久保物語』上梓。
京都時代には、妙法院宮真仁法親王、正親町三条公則、小沢蘆庵、木村蒹葭堂、伴蒿蹊、村瀬栲亭、初代高橋道八、渡辺南岳、そして江戸の大田南畝らと交わった。
享和元年（1801年）、加島稲荷に告げられた68歳に達し、68首の『献神和歌帖』を編んで同社に奉納した。万葉集論『冠辞続貂』（かんじぞくちょう）上梓。享和2年（1802年）、自らの墓を西福寺（左京区南禅寺草川町）に作った。享和3年（1803年）、『大和物語』を校訂。大阪で70歳を祝うの賀宴が開かれた。この頃、古代史論『遠駝延五登』（おだえごと）を執筆。

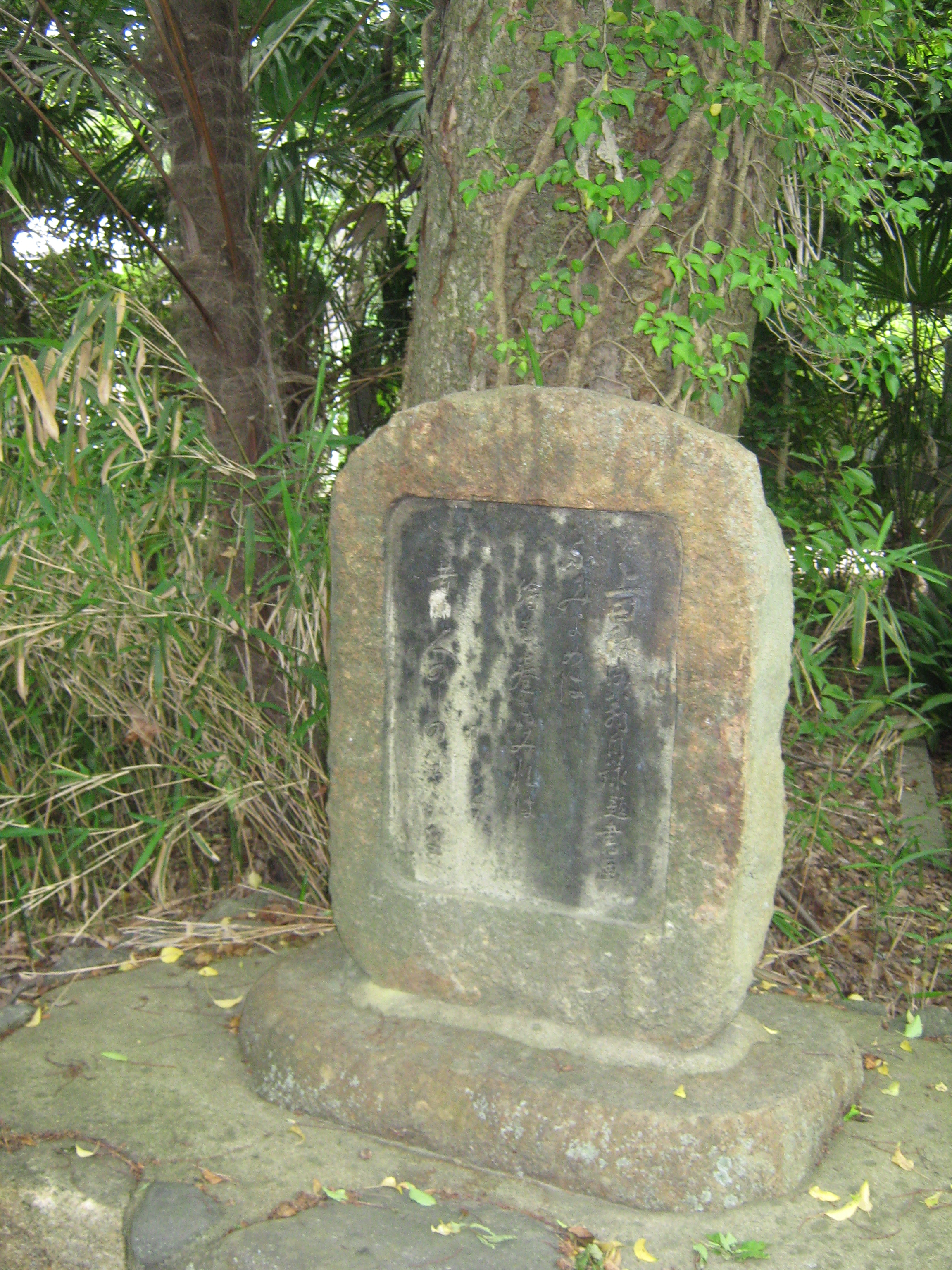
上田秋成翁終焉地、京都市上京区寺町通広小路上る（梨木神社内）

文化元年（1804年）に万葉集注釈『金砂』（こがねいさご）『金砂剰言』、文化2年（1805年に『七十二候』を執筆。西福寺に移り住んだ。歌文集『藤簍冊子』（つづらぶみ）を上梓。文化3年（1806年）、『ますらを物語』を執筆。文化4年（1807年）、草稿を古井戸に捨てた。文化5年（1808年）、短編小説集『春雨物語』を執筆。書簡集『文反故』（ふみほうぐ）を上梓。随筆集『胆大小心録』『自像筥記』などを執筆。
文化6年（1809年）、羽倉邸に引きとられた。『異本胆大小心録』を脱稿。『俳調義論』を編む。同年6月27日、羽倉邸に没し、西福寺に葬られた。贈り名は「三余無腸居士」。文政4年（1821年）の十三回忌に建てられた墓石が、今に残っている。別に、香具波志神社に墓碑がある。
ほぼ同時期に江戸で活躍した読本作者には曲亭馬琴や山東京伝がいる。

### 本居宣長との論争
秋成は天明6年（1786年）から翌年頃まで本居宣長と二度にわたって論争した。その経緯を、宣長は「呵刈葭（かがいか、あしかりよし）」の著作で、秋成は「安々言（やすみごと）」という形で著した。前半の議論のテーマは、日本の古代に撥音の「ん」及び半濁音（ぱ行の音）が存在したかどうかである。
後半は「日の神論争」ともいわれ、藤貞幹が『衝口発』という著作で宣長を咎めたことに対して、宣長が『鉗狂人』を著して反論したことを踏まえ、秋成がさらに宣長を再批判した。主として日本神話の解釈をめぐる論争である。

## 後世の評価
江藤淳は、上田秋成を「ソフィストのような人」と評している。小林秀雄は、「本居宣長とは育ちも気質もまるで違う人間であり、秋成は一種の文人で、学者ではない」と評している。

## 全集
- 中村幸彦ほか編 『上田秋成全集』 （全12巻、中央公論社、1990 - 1995）

第1巻（国学篇）1990/11/1　ISBN 4124029411　978-4124029413
第2巻（万葉集研究篇1）1991/2/1　ISBN 412402942X、978-4124029420
第3巻（万葉集研究篇2）1991/5/1　ISBN 4124029438　978-4124029437
第4巻（万葉集研究篇3）1993/2/1　ISBN 4124029446　978-4124029444
第5巻（王朝文学研究篇）1992/5/1　ISBN 4124029454　978-4124029451
第6巻（国語篇）1991/8/1　ISBN 4124029462　978-4124029468
第7巻（小説篇1）1990/8/1　ISBN 4124029470　978-4124029475
第8巻（小説篇2）1993/8/1　ISBN 4124029489　978-4124029482
第9巻（随筆篇）1992/10/1　ISBN 4124029497　978-4124029499
第10巻（歌文篇1）1991/11/1　ISBN 4124029500　978-4124029505
第11巻（歌文篇2）1994/2/1　ISBN 4124029519　978-4124029512
第12巻（歌文篇3）1995/9/1　ISBN 4124029527　978-4124029529
- 『上田秋成全集』（全2巻　国書刊行会 1917－18）
- 『上田秋成全集』（全2巻　国書刊行会　1974） 
上記の大正6-7（1917－18）年刊の再版
- 『上田秋成全集』（旧冨山房百科文庫44、1939）
三島由紀夫が愛読した版である。（1冊のみ）

## 主な著作

### 小説
- 明和3年（1766年）、『諸道聴耳世間猿』（しょどうきゝみゝせけんざる） - 「武士に憧れ、侍の恰好で江戸見物に来た上方の町人」「男勝りの武芸達人の尼」などが繰り広げる15の悲喜劇。
- 明和4年（1767年）、『世間妾形気』（せけんてかけかたぎ） - 「おとこ妾」、「玉手箱で老婆になった妾」など「変わった妾」の物語集。滑稽なものとシリアスなものがある。
- 安永5年（1776年）、『雨月物語』（うげつものがたり） - 怪異小説9篇から成る。「菊花の約」（きつかのちぎり）は特に有名で、国語教科書への採用もある。
- 天明7年（1787年）、『書初機嫌海』（かきぞめきげんかい） - 上中下三巻に分け、「京・江戸・大阪」の新春風俗を描いたもの。年の瀬を主題にした井原西鶴『世間胸算用』の逆。登場人物の多くにはモデルがあるとされ、秋成の論敵だった本居宣長を思わせる国学者を出して、揶揄する描写もある[8]。
- 文化3年（1806年）、『ますらを物語』（ますらをものがたり）[注 4] - 京都の郷士が恋愛のもつれから妹を斬殺した実話を題材にしている。先に書かれた同じ出典の建部綾足作「西山物語」が、史実と異なる点に反発し本書を描いたと述べる。また「元禄赤穂事件」の浪士の討ち入りも、国学者としての立場から批判する箇所がある[注 5]
- 文化5年（1808年）、『春雨物語』（はるさめものがたり） - 「血かたびら」「天津処女」「海賊」「二世の縁」「目ひとつの神」「死首の咲顔」「捨石丸」「宮木が塚」「歌のほまれ」「樊噲」の十篇。当初は他にあと五篇あったが削除された。
- 文政5年（1822年）、『癇癖談』（くせものがたり）[注 6]- 没後刊行。『伊勢物語』のパロディの体をとって書かれ、24の小話からなる。当時の俳諧師・高僧・名医・儒学者・歌人らを連想させる人物を登場させ、痛烈な批判と皮肉が描かれる。秋成の家にいるコマドリが、訪れたウソに「この家の主（秋成）には驕りがあり、国学者としてまだまだ修行が足りない」と語る、自らを風刺し戒めた物語で締める[注 7]。

### 国学
- 安永8年（1779年）、『ぬば玉の巻』（ぬばたまのまき） - 『源氏物語』の注釈書。
- 寛政4年（1792年）、『安々言』（やすみごと） - 日本の外交史論。本居宣長との論争を含む。
- 寛政5年（1793年）、『よしやあしや』 - 『伊勢物語』論。
- 寛政6年（1794年）、『霊語通』（れいごつう） - 日本の古代からの仮名遣いの研究書。
- 享和元年（1801年）、『冠辞続貂』（かんじぞくちょう、かむりごとつぎお） - 賀茂真淵の「冠辞考」の続編で、枕詞329例を五十音順に分類。
- 享和2年（1802年）、『遠駝延五登』（おだえごと） - 古代史論。
- 文化2年（1805年）、『神代かたり』（かみよかたり） - 「日本書紀」神代（神話時代）を解説したもの。

### 随筆
- 寛政11年（1799年）、『御嶽さうじ』（みたけそうじ） - 霊山大峰詣の紀行文。朝廷・幕府双方の国家護持の祈祷が行なわれる「小笹の行場」など。
- 文化5年（1808年）、『自像筥記』（じしょうきょき） - 幼少期からの自伝。
- 文化6年（1809年）、『胆大小心録』（たんだいしょうしんろく） - 「子供が白い蛇を傷つけたら祟りがあった」「あの世から亡くなった妻からの手紙がきた」などの奇談や掌編、「黒ガラスで太陽を観測し、望遠鏡で月を観た」などの随筆、「巷に間違った国学が横行しているのは、天皇陛下に対し奉り国学者として申し分けない」と憤る国学上の考証、さらに未完の小説の断片や構想を含む全3巻。異本数種がある。

### 和歌
- 享和元年（1801年）、『献神和歌帖』（けんしんわかちょう） - お告げの68歳に達し、68首を編んで加島稲荷に奉納した歌集。
- 文化2年（1805年）、『藤簍冊子』（つづらぶみ） - 自撰の短歌集。七百首余りが収められる。「宵のまにはかなの月は入にけり妬める雲を恋しながらに」（桐壺）など、源氏物語の各巻を講釈した歌を含む。
- 文化3年（1806年）、『鶉告和哥集』（しゅんこくわかしゅう） - 自撰の長歌集。「詩経」の内容を和歌で表わした「天保歌」など。

### 狂歌
- 文化3年（1806年）、『万匂集』（まにおうしゅう） - 「万葉集」のもじりだが、狂歌というより和歌に近い風雅な作品が多い。ほかに漢詩や故事成語、薬売りによる客寄せ「口上」などを、そのまま歌の形式に翻訳した趣向の作品がある。
- 文化8年（1811年）、『街道狂歌合』（かいどうきょうかあわせ） - 没後刊行。

### 俳諧
- 天明7年（1787年）、『也哉鈔』（やかなしょう） - 俳文集。俳句の「切れ字」を論じる。
- 文化6年（1809年）、『俳調義論』（はいちょうぎろん） - 自選句集。「夜をひとよおしだまりたり雪の松」など晩年の句が多い。途中で、松尾芭蕉の句を批判・推敲している箇所がある。

### 茶道
- 寛政6年（1794年）、『清風瑣言』（せいふうさげん） - 匙茶の指導書。茶の歴史から、種類、作法、道具など。特に「煎茶」の茶道に特化した教本。
- 文化4年（1807年）、『茶瘕酔言』（ちゃかすいげん、さかすいげん） - 『清風瑣言』の続篇。

### 書簡
- 文化6年（1809年）、『文反故』（ふみほうぐ） - 書簡文集。

### 絵画
- 寛政6年（1794年）、『茶筅自画賛』（ちゃせんじがさん） - 茶道具を描いた日本画。画号は俳句と同じ「無腸」。
- 享和3年（1803年）、『海老自画賛』（えびじがさん） - 古希を祝い自画自賛の日本画。